# Matthijs Büchli
Matthijs Büchli (Haarlem, 13 de diciembre de 1992) es un deportista neerlandés que compite en ciclismo en la modalidad de pista, especialista en las pruebas de velocidad y keirin.
Participó en dos Juegos Olímpicos de Verano, obteniendo dos medallas, plata en Río de Janeiro 2016, en la prueba de keirin, y oro en Tokio 2020, en velocidad por equipos (junto con Roy van den Berg, Harrie Lavreysen y Jeffrey Hoogland).
Ganó ocho medallas en el Campeonato Mundial de Ciclismo en Pista entre los años 2013 y 2020, y cinco medallas en el Campeonato Europeo de Ciclismo en Pista entre los años 2014 y 2019.

## Medallero internacional
| Juegos Olímpicos   | Juegos Olímpicos         | Juegos Olímpicos  | Juegos Olímpicos      |
| Año                | Lugar                    | Medalla           | Competición           |
| ------------------ | ------------------------ | ----------------- | --------------------- |
| 2016               | Río de Janeiro (Brasil)  | Medalla de plata  | Keirin                |
| 2020               | Tokio (Japón)            | Medalla de oro    | Velocidad por equipos |
| Campeonato Mundial |                          |                   |                       |
| Año                | Lugar                    | Medalla           | Competición           |
| 2013               | Minsk (Bielorrusia)      | Medalla de bronce | Keirin                |
| 2014               | Cali (Colombia)          | Medalla de bronce | Keirin                |
| 2016               | Londres (Reino Unido)    | Medalla de plata  | Velocidad por equipos |
| 2017               | Hong Kong (China)        | Medalla de plata  | Velocidad por equipos |
| 2018               | Apeldoorn (Países Bajos) | Medalla de oro    | Velocidad por equipos |
| 2019               | Pruszków (Polonia)       | Medalla de oro    | Velocidad por equipos |
| 2019               | Pruszków (Polonia)       | Medalla de oro    | Keirin                |
| 2020               | Berlín (Alemania)        | Medalla de oro    | Velocidad por equipos |
| Campeonato Europeo |                          |                   |                       |
| Año                | Lugar                    | Medalla           | Competición           |
| 2014               | Baie-Mahault (Francia)   | Medalla de plata  | Keirin                |
| 2017               | Berlín (Alemania)        | Medalla de bronce | Velocidad por equipos |
| 2018               | Glasgow (Reino Unido)    | Medalla de oro    | 1 km contrarreloj     |
| 2019               | Apeldoorn (Países Bajos) | Medalla de oro    | Velocidad por equipos |
| 2019               | Apeldoorn (Países Bajos) | Medalla de bronce | Keirin                |

1. 1 2 3 4  Compitió en la ronda de clasificación.